# Уайлд, Джонатан
Джо́натан Уа́йлд (англ. Jonathan Wild; точная дата рождения неизвестна, крещён 6 мая 1683 года — 24 мая 1725) — знаменитый английский мошенник, вдохновивший Генри Филдинга на создание плутовского романа «Жизнь Джонатана Уайлда Великого» (1743). Похождения Уайлда и Джека Шеппарда образуют сюжетную канву «Оперы нищих» Джона Гея, переработанной Бертольтом Брехтом в «Трёхгрошовую оперу».
Разработанная Уайлдом схема позволила ему создать одну из самых успешных воровских банд того времени, каждый из членов которой якобы был крупным полицейским чином. Уайлд манипулировал прессой и страхами нации, был самым популярным общественным деятелем начала 1720-х годов; однако народная любовь превратилась в ненависть, когда его злодейства были разоблачены. После смерти он стал символом коррупции и лицемерия в Великобритании.

## Биография
Родился в 1682 или в 1683 году в Вулвергемптоне в семье кровельщика и торговки фруктами. Три его сестры вышли замуж и вели добропорядочный образ жизни, а братья в той или иной мере были связаны с криминальным миром. Так, Джон  был обвинён в групповом нападении на молитвенный дом, получил наказание в виде публичной порки и через несколько лет умер. Другой его брат, Эндрю, попал в долговую тюрьму Поултри Комптер. В детстве Джонатан был обучен грамоте и был подмастерьем в Бирмингеме. В 1704 году отправился в Лондон, но долго там не находился, так как потерял работу и вернулся в Вулвергемптон. Там он зарабатывал некоторое время честным трудом, но это ему надоело и он переехал в Лондон, где занимался изготовлением и торговлей скобяными товарами. Его расходы значительно превышали доходы и он попал в долговую тюрьму Вудстрит Комптер. Там он сумел втереться в доверие администрации и «получил немало милостей со стороны хранителей тюрьмы, а среди них «свободу ворот», как они это называют». Ему было поручено предотвращение преступлений возле тюрьмы в ночное время. Получив свободу, он стал скупщиком краденого и использовал знакомства с преступниками, заведённые в тюрьме. Проницательный Уайлд понял, что более безопасно и в большинстве случаев более выгодно возвращать краденую собственность законным владельцам, нежели продавать её с сопутствующими рисками на открытом рынке. Таким образом, он создал большой бизнес, изображая из себя возвращающего украденные товары; воры же получали комиссионные из цены, заплаченной за возвращённые вещи.
Был выпущен специальный парламентский акт, согласно которому скупщики краденного были приравнены к ворам, но легальное «бюро находок» Уайлда испытало лишь небольшие затруднения в уклонении от нового закона и стало столь богатым, что были открыты два его филиала. «После того как в правление Вильгельма III был принят Акт о запрете скупки краденого, риски скупщиков многократно возросли, и потому они стали брать высокий процент, в том время как бедным ворам приходилось довольствоваться ничтожной долей… Воровское ремесло начало было угасать, но Уайлд изыскал возможность вдохнуть в него новую жизнь». Становлению во главе лондонского преступного мира способствовали не только организаторские способности Уайлда, но тесные контакты с властями. Так, он был близко знаком с Чарльзом Хитченом, который занимал должность младшего городского маршала с 1712 года. Он открыл офис недалеко от Лондонского центрального уголовного суда (Олд-Бейли), скрупулёзно вёл бухгалтерские книги и создавал впечатление добропорядочного бизнесмена. Даниэль Дефо описывал его характер и поведение следующим образом: «Он был мастером, достигшим в своем ремесле невиданных высот. И бедняки, и богачи равно устремлялись к нему. Если терялась какая-то вещь по недосмотру, беспечности владельца или вине вора, мы шли к мистеру Уайлду. Насколько была ослеплена и одурачена нация, наделив его доверием, которым он столь бесстыдно злоупотреблял?». 
Воров, которые отказывались работать с Уайлдом, ждала расправа. Известный в те времена в Англии Джек Шеппард, которому наскучили требования Уайлда, наконец отказался иметь дело с ним, после чего Уайлд подстроил арест как его самого, так и его сообщника Джозефа Блейка (Блускина). В обмен на услуги Уайлда в розыске тех воров, которых он не держал под своим контролем, власти в течение некоторого времени терпели преступления его многочисленных агентов, каждый из которых был специалистом в особом виде грабежа, и, таким образом, сами усиливали его положение. В целом он был причастен к аресту 120 преступников, за которых получал вознаграждение от властей. Если происходил арест кого-либо из его агентов, то Уайлд всегда имел под рукой многочисленные лжесвидетельства, чтобы доказать своё алиби, и не смущался добиваться подобными же средствами осуждения тех воров, которые отказывались признать его власть. Краденое имущество, которое не могло быть возвращено владельцам с прибылью, отправлялось за границу в специально для этого купленном шлюпе.
14 октября 1724 года был тяжело ранен в шею Блускиным в Олд-Бейли, но его спасли, хотя его состояние было критическим. После этого Уайлд был арестован и судим в Олд-Бейли. Его оправдали по обвинению в краже мотка кружев, но признали виновным в том, что он получил награду за то, чтобы вернуть похищенное владелице, не сообщив об этом полиции. Перед казнью, видимо с целью самоубийства, принял настойку опиума (лауданум), после чего находился в наркотическом состоянии. 24 мая 1725 года на карете его в доставили в Тайберн к месту казни. За его смертью наблюдала многочисленная толпа. Всё это время Уайлд находился в полубессознательном состоянии. Многие среди присутствующих были преступниками, которые с интересом наблюдали за смертью бывшего властителя преступного мира. Обычно зеваки сочувствовали обречённому на смерть, но не в этот раз. Уайлд подвергался оскорблениям и в него бросали камни. Дефо описал произошедшее таким образом: «Если быть кратким, то всеобщая ярость охватила людей, которых удовлетворила бы только его смерть».

## В культуре
Персонаж романов Генри Филдинга «Жизнь Джонатана Уайлда Великого» и Дэвида Лисса «Заговор бумаг». После казни Шеппарда и Уайлда Даниэль Дефо выпустил очерк «История замечательной жизни Джона Шеппарда». Похождения Уайлда (скупщик краденого Пичем) и Шеппарда (грабитель Макхит) образуют сюжетную канву «Оперы нищих» Джона Гея, переработанной Бертольтом Брехтом в «Трёхгрошовую оперу». После успеха этой постановки, Томас Уолкер переработал анонимную пьесу «Разрушитель тюрем» в «Оперу квакеров», куда поместил персонажей, созданных под влиянием биографий Шеппарда и Уйалда. В романе Артура Конан Дойла «Долина страха» Шерлок Холмс сравнивал его методы с деятельностью профессора Мориарти: «Джонатан Уайлд был скрытой пружиной, незаметно направлявший всех лондонских преступников, которым он продавал за 15% награбленного свои умственные способности вкупе с огромными возможностями его организации».